# Wald, Ostallgäu
Wald là một đô thị ở Ostallgäu bang Bayern thuộc nước Đức.